# Cyrnus nipponicus
Cyrnus nipponicus är en nattsländeart som beskrevs av Tsuda 1942. Cyrnus nipponicus ingår i släktet Cyrnus och familjen fångstnätnattsländor. Inga underarter finns listade i Catalogue of Life.